# Мухаммад, Джахангир
Джаханги́р Мухамма́д (узб. Jahongir Muhammad / Жаҳонгир Муҳаммад, настоящая фамилия — Мама́тов (узб. Mamatov / Маматов); род. 1 сентября 1955, Самарканд) — узбекский и советский политический и общественный деятель, журналист, учёный-лингвист, полиглот, диссидент, писатель, публицист и поэт, «Заслуженный журналист Узбекистана» (1990), один из лидеров узбекской демократической и светской оппозиции.

## Биография

### Ранняя жизнь
Джахангир Маматов родился 1 сентября 1955 года в Самаркандском районе Самаркандской области Узбекистана, в семье рабочего. В некоторых официальных документах и источниках его дата рождения показана как 30 ноября 1955 года.
В 1972 году окончил среднюю общеобразовательную школу № 24 Самаркандского района. В 1973 году поступил в факультет журналистики Ташкентского государственного университета, который окончил в 1979 году. Одновременно с учёбой, в 1973 году начал работать корректором газеты «Тошкент ҳақиқати».

### Начало карьеры
В 1974—1979 годах стал заместителем ответственного секретаря газеты «Қишлоқ ҳақиқати», совмещая работу с учёбой в ТашГУ. В 1979—1981 годах работал редактором сельскохозяйственного отдела узбекского государственного радио, являясь автором радиопрограммы «Табаррук замин», которая освещала проблемы сельского хозяйства и культуры кишлачной (сельской) жизни. До 1981 года параллельно вёл исследования в области этики в журналистике и лингвистике.
В 1981—1982 годах работал заместителем директора по культуре совхоза имени Мирзо Улугбека в Джамбайском районе Самаркандской области. В последующие три года являлся руководителем отделов сельского хозяйства и партийной жизни в областной газете «Ленин йўли» (ныне газета «Зарафшон»). Благодаря работы на этой газете, стал широко известен в Самарканде и Самаркандской области. Писал критические и аналитические статьи. Из-за журналистской работы, в декабре 1984 года был подожжён его дом. В 1985—1990 годах являлся специальным корреспондентом газеты «Совет Ўзбекистони» (ныне «Ўзбекистон овози») по Самаркандской области, параллельно продолжая творческую деятельность, работая внештатным корреспондентом сатирического журнала «Муштум» и газеты «Қишлоқ ҳақиқати».
В этот период были опубликованы более тысячи его сатирических критических и аналитических статей и докладов. Особый резонанс вызвали такие очерки Маматова, как «Горящая женщина» (о самосожжениях женщин в Средней Азии от тяжелого труда в конце 1980-х годов), «Коран и оружие», «Открытие закрытых дверей», писал статьи о проблемах в эпоху «Перестройки». Многие его статьи занимали первые и призовые места в конкурсах Союза журналистов СССР и Узбекской ССР. В 1990 году Джахангиру Маматову было присвоено звание «Заслуженного журналиста Узбекистана».

### Начало политической деятельности
В том же 1990 году он был избран народным депутатом Верховного Совета Республики Узбекистан от Джамбайского избирательного округа № 293 Самаркандской области в ходе февральских парламентских выборов. Хотя выдвигался от КПСС, фактически как и некоторые другие депутаты, выступал за демократические и либеральные преобразования, за защиту законом свободы слова и вероисповедования, за принятие подлинно демократической конституции, за введение пункта об импичменте президента Узбекистана в случае утраты доверия президенту народом и парламентом, за самостоятельную внутреннюю и внешнюю политику. Являлся одним из авторов декларации о независимости Узбекистана.

### В оппозиции
С 1991 года по 1993 год занимал должность заместителя председателя комитета гласности Верховного Совета, где подготовил первый проект закона «О печати». Руководил депутатской группой «Ташаббус» (Инициатива), которую создал в Верховном Совете Узбекистана из числа активных и оппозиционных депутатов. Именно по инициативе Маматова, была основана газета «Халқ сўзи». Являлся одним из самых активных и бесстрашных депутатов парламента Узбекистана, который критиковал лично Ислама Каримова.
20 июня 1990 года Джахангир Маматов добился введения в регламент сессии вопрос о принятии декларации независимости Узбекистана, работая в составе комиссии из пяти человек, написал новый текст исторического документа «Декларация независимости Узбекистана». Вместе с соратниками добился создания комиссии Верховного Совета по расследованию трагических событий в Бекабаде, Буке и Паркенте. Являясь одним из членов этой комиссии, обнаружил документы и фактыб подтверждающие, что на самом деле за этими кровавыми событиями, а также за «Ферганскими погромами» стоял КГБ. После разоблачений Маматова КГБ и правительства Узбекистана, началось его усиленное преследование со стороны правительства и КГБ. ЦК КП УзССР обвинил Маматова в необоснованной критике первого секретаря КП УзССР Ислама Каримова и главы Верховного суда УзССР по телевидению и попросил президиум Верховного Совета УзССР дать разрешение на его арест, сняв депутатскую неприкосновенность, но большинство депутатов проголосовало против, и Маматов остался народным депутатом.
17 августа 1991 года в качестве протеста против ГКЧП, вместе с соратниками вышел на демонстрацию и перед зданием Верховного Совета УзССР и публично сжёг свой партийный билет КПСС и вышел из партии. В том году Союз журналистов Узбекистана избрал его своим председателем, но под давлением со стороны правительства, результаты выборов были отменены и фактически сфальсифицированы, и вместо него председателем стал другой, лояльный правительству человек. Во время легендарной 7-й сессии Верховного Совета Узбекистана в 1991 году, Джахангир Маматов вместе с другими оппозиционными депутатами смог ввести в повестку дня обсуждение вопроса о мерах по ограничению полномочий президента Ислама Каримова. По мнению Маматова, полномочия президента имеют все рычаги превращения президентской власти в сторону диктаторства. Выступал за превращение Узбекистана в парламентскую республику во главе с премьер-министром. Под давлением демократической оппозиции, правительство Узбекистана создало отдел по отношению с депутатами парламента, который регулировал в частности отношения президента с парламентом. Позднее Маматов был назначен заместителем председателя ГТРК Узбекистана, где работал над обеспечением свободы слова в телевидении и радио.
После жесткого подавления правительство событий 1992 года в студенческом городке Ташкента, где студенты начали массовые забастовки из-за повышения цен, а также из-за подавления свободы слова и демократии, Маматов начал открыто заявлять, что в Узбекистане установился диктаторский антидемократический режим во главе с Исламом Каримовым.
Стал активно действовать по объединению узбекской оппозиции против действующей власти и стал одним из организаторов «Форума демократических сил Узбекистана» 28 марта 1992 года. В это объединение вошли независимые оппозиционные депутаты либеральной ориентации, а также демократическая партия «Эрк» (лидер — Мухаммад Салих) и народное движение «Бирлик» (лидер — Абдурахим Пулат). После отставки в знак протеста против существующей власти, Джахангир Маматов работал в должности руководителя негосударственного организации «Туран», деятельность которой была незаконно остановлена без решения Верховного суда Узбекистана, а имущество было конфисковано.
В январе 1993 года рядом со зданием демократической партии «Эрк» в Ташкенте была осуществлена попытка к покушению на его жизнь. 3 февраля 1993 года Маматов был избран секретарем демократической партии «Эрк» по идеологии и главным редактором партийной газеты «Эрк». Стал одним из лидеров партии. 7 февраля 1993 года газета была закрыта правительством и стала печататься за пределами Узбекистана и завозиться в страну подпольно.

### Изгнание из Узбекистана и усиление преследований
В феврале 1993 года милиция выселила его вместе с семьей из Ташкента, ташкентский дом был конфискован, а Маматов с семьей насильно отправлен под конвоем милиции в Самарканд. В середине марта 1993 года улетел в Баку, где у власти находился Абульфаз Эльчибей, который давал убежище тюркоязычным диссидентам со всего бывшего СССР. Из Баку ненадолго улетел в Турцию для участия в конференции тюркоязычных государств в качестве представителя от демократической партии «Эрк». На конференции сделал заявление о массовых нарушениях прав человека в Узбекистане, о подавлении оппозиции и инакомыслящих со стороны государства. В середине апреля 1993 года Маматов вернулся в Самарканд и сразу же был арестован. Его депутатские полномочия были досрочно прекращены несмотря на протест ряда действующих депутатов парламента Узбекистана. Через некоторое время ему при помощи знакомых удалось бежать из тюрьмы, и он с 1993 года по 1994 годы проживал в Туркменистане, Азербайджане и Грузии. Работал безвозмездно как главный редактор газеты демократической партии «Эрк», которая печаталась за пределами Узбекистана, тайно ввозилась в страну и тайно распространялась среди читателей активистами партии, оставшимися в Узбекистане. Также помогал в публикации журнала «Харакат» движения «Бирлик», лидером которого являлся Абдурахим Пулат. В это время правительство потребовало от его жены развестись с ним и объявить об этом публично. Она отказалась от этого требования, и правительство сфабриковало против неё уголовное дело. Во время обыске в её доме, были изъяты паспорт и другие документы принадлежащие ей и мужу. В мае 1994 года она была приговорена к двум годам лишения свободы условно из-за «нарушения паспортного режима».
В 1994 году семья воссоединилась в Турции, и осела в Стамбуле. До 1998 года преподавал в университете Коч, работал журналистом газеты «Türkiye», а также корреспондентом узбекской службы Би-Би-Си, активно сотрудничал с узбекской службой «Радио Свобода».
В 1995 году Верховный суд Республики Узбекистан под давлением СНБ Узбекистана начал расследование и подал его в розыск, обвинив его в незаконном пересечении государственной границы, оскорблении президента Республики Узбекистан и в незаконной публикации и распространении газеты демократической партии «Эрк». Ему также были вменены обвинения о «попытке свержения конституционного строя Узбекистана». К тому моменту, из-за ухода Абульфаза Эльчибея и приходу к власти Гейдара Алиева, в Баку ему стало небезопасно, и Маматов переехал в Стамбул. В Стамбул также были отправлены агенты СНБ для его ликвидации, но их планы были сорваны. Всего, не менее трёх раз предпринимались попытки ликвидации Маматова узбекистанскими спецслужбами. В феврале 1998 года в Турции Маматов обратился к ООН и попросил политического убежища в США. Его обращение было принято, и Маматов со своей семьей улетел в США, где получил политическое убежище. Через несколько лет получил с семьей гражданство США. С 1994 года по 2004 год работал журналистом в узбекской службе «Голоса Америки». Параллельно, преподавал узбекский язык и литературу в институте языков Вашингтона, а с 2001 года стал старшим лингвистом языковедческого исследовательского центра, опубликовав несколько книг по лингвистике. Его книги были приняты в фонд библиотеки Конгресса США.
В 2000 году Верховный Суд Республики Узбекистан принял ещё одно решение, и он повторно был объявлен в розыск. В мае 2001 года были арестованы его родная сестра и несколько родственников. В США Маматов продолжил свою оппозиционную деятельность против действующей власти в Узбекистане, и лично против Ислама Каримова. В 2005 году Маматов призвал членов и лидеров узбекской оппозиции к объединению. 11 июля того года лидеры и активисты узбекской оппозиции встретились в Вашингтоне. Результатом стало сформирование 25 сентября независимого оппозиционного «Конгресса демократического Узбекистана», председателем которого был избран Маматов. 18 ноября движение было зарегистрировано в США, но впоследствии фактически прекратило работу из-за повторных разногласий среди лидеров и активистов узбекской оппозиции.

### В настоящее время
С середины 2000-х годов полностью отошёл от политической оппозиционной деятельности. Много раз утверждал, что больше не имеет политических амбиций и остается лишь оппозиционером к власти Ислама Каримова. Основал свои собственные веб-сайты jahonnoma.com и turonzamin.org, где размещаются его авторские книги и статьи, а также полезные материалы по истории и культуре Узбекистана и Центральной Азии, статьи и книги других личностей. Эти сайты были заблокированы на территории Узбекистана. Регулярно даёт интервью различным сайтам, новостным службам и изданиями как эксперт и политолог по Узбекистану и другим странам Центральной Азии. Пишет книги и статьи. До сегодняшнего времени, написал более 40 книг по различным темам. Имеет свой YouTube-канал JAHONGIR MUHAMMAD, где размещает различные видео по политике и истории, регулярно выступает с видео-монологами и отвечает на вопросы подписчиков.
Помимо родного узбекского языка, владеет таджикским, персидским, турецким, азербайджанским, английским и русским языками. Женат с 1980 года, имеет 4 детей, нескольких внуков. Жена является лингвистом по профессии. Ныне проживает в одном из небольших городков недалеко от Вашингтона.

## Взгляды
Выступает за преобразование существующей в Узбекистане президентской республики в парламентскую республику. Выступает за светское государство, но со свободой вероисповедания, выступает за защиту государственным законом свободы слова, свободы проведения митингов и собраний, за запрет цензуры, за превращение Узбекистана в подлинное демократическое и либеральное государство с независимой внутренней и внешней политикой, за принятие подлинной демократической конституции, за независимые суды и государственные органы, контролирующие друг друга, за жесткую борьбу с коррупцией и кумовством, за заимное доверие и единство между государствами Центральной Азии, поддерживает идеи джадидизма и туранизма.

## Книги
Написал около 40 книг, мемуаров и сборников на узбекском и английском языках. Несколько его книг переведены на другие языки, в том числе на русский, английский, немецкий и турецкий.
- ИАК
- Каримовнинг кашфиётлари
- Ўзбеклар ва ўзбеклар
- Оқсарой сирлари
- Зеҳният жумбоғи
- Қатағон
- 2006-йил
- Ҳайқириқ
- Тарихни титратган кунлар
- Қувғин-1
- Қувғин-2
- Қувғин-3
- Ассасин
- 220 латифа
- Анкабут: Сиёсий латифалар
- Кулмаган элнинг бахти ҳам кулмайди
- Алдаркўса тахтга минганда
- Каримовнинг 100 куни
- Озодликнинг оловли йўли
- Ишоратлар
- Туронзамин фарёдлари
- Яқин мозий
- Сиам эгизаклари
- Панжаралар
- Иккинчи фронт
- Самарқандни соғиниб
- Ватан мансиз..
- Ўзлигим
- Ҳавзи қулқулум
- Нурнома
- Шаҳидлар мозори
- Ислом лашкарлари
- 60нинг 60 лаҳзаси
- Dictionary of Central Asian Islamic Terms
- Uzbek Islamic Debates
- Tajik-English Dictionary
- The Dark Days
- Comprehensive Uzbek-English Dictionary